# Horaga decolor
Horaga decolor är en fjärilsart som beskrevs av Otto Staudinger 1889. Horaga decolor ingår i släktet Horaga och familjen juvelvingar. Inga underarter finns listade i Catalogue of Life.